# Estatua de Zeus en Olimpia

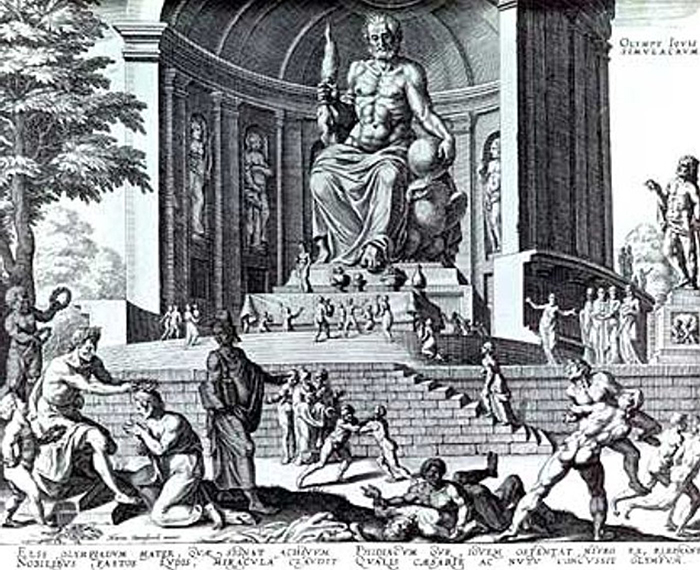
Grabado de 1572 de la estatua de Zeus en Olimpia. En el año 394, fue transportada a Constantinopla (actual Estambul), donde se dice que fue destruida por un incendio.

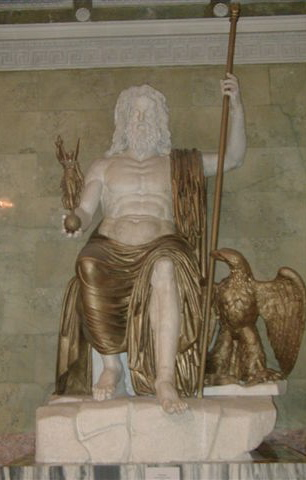
Estatua de mármol de Zeus en el Museo del Hermitage.

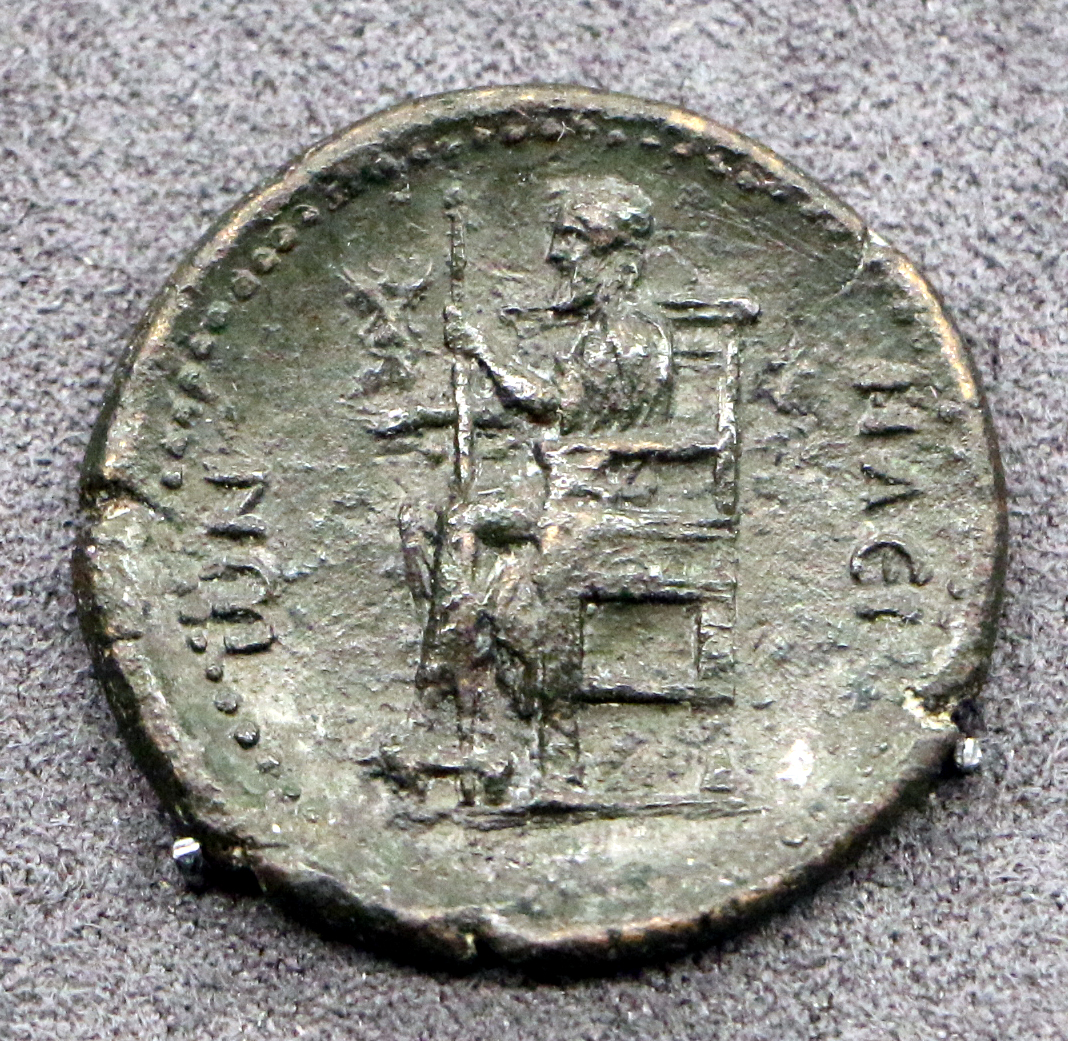
Moneda de Élide de época de Adriano con la representación de Zeus Olímpico.

La Estatua de Zeus en Olimpia era una gran escultura de unos 12,4 m (41 pies) de altura, creada por el escultor Fidias alrededor del año 435 a. C. en el santuario de Olimpia, Grecia, y erigida en el templo de Zeus allí. Zeus es el dios del cielo y del trueno en la antigua religión griega , que gobierna como rey de los dioses en el monte Olimpo. 
La estatua era una escultura criselefantina de placas de marfil y paneles de oro sobre un marco de madera. Zeus estaba sentado en un trono de madera de cedro pintada y adornada con ébano, marfil, oro y piedras preciosas. Fue una de las Siete Maravillas del Mundo Antiguo.
La estatua se perdió y fue destruida antes de finales del siglo VI d. C., y existen versiones contradictorias sobre la fecha y las circunstancias. Los detalles de su forma solo se conocen a partir de descripciones y representaciones de la antigua Grecia en monedas y obras de arte. Se han conservado los restos de los cimientos de la base de la estatua en Olimpia, y solo partes, como los tobillos y parte del trono, se han recuperado y reconstruido gráficamente a partir de representaciones en monedas y descripciones antiguas. Según una leyenda del siglo XII, la estatua se encontraba en Constantinopla en el siglo V d. C., donde fue destruida y se perdió en un incendio en el año 475. Se sabe que en 1245. d. C. se encontraron restos de lo que sería parte del trono y sus extremidades.

## Cronología
Tradicionalmente se considera que la estatua fue realizada hacia el final de la vida de Fidias, en torno al año 430 a. C., pero algunos historiadores opinan, en cambio, que pudo haber sido hecha antes que la estatua de Atenea Pártenos (realizada en 438 a. C.), apoyándose, entre otros argumentos, en que las diferentes condiciones de iluminación de ambas esculturas en sus respectivos emplazamientos sugieren que Fidias trató de mejorar en la Atenea Pártenos la adaptación a su edificio con respecto al Zeus.

## Descripción

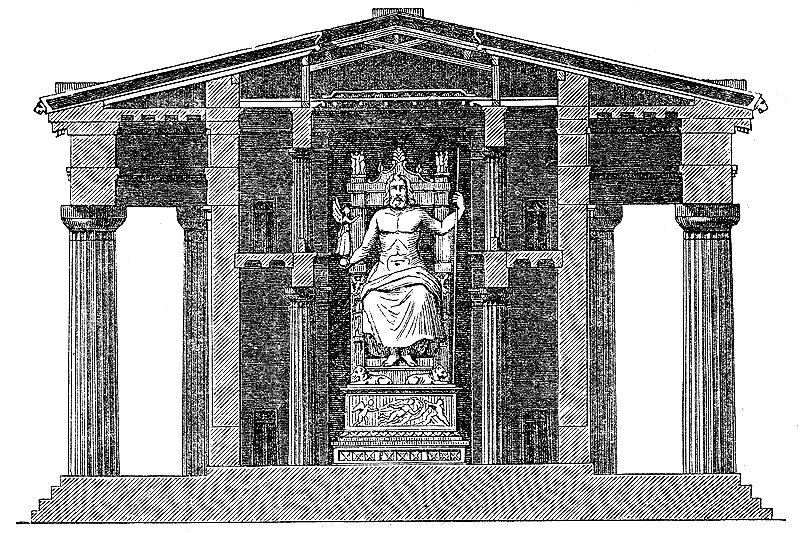
Reconstrucción de la disposición de la estatua, Templo de Zeus en Olimpia. (sección transversal), ilustración en "Historia mundial ilustrada (Illustrerad verlds utgifven) publicada por E. Wallis. Volumen I, 1875.

La estatua ocupaba la totalidad del ancho de la sala del templo construido para albergarla. Según una fuente contemporánea, medía aproximadamente doce metros de alto. Zeus fue esculpido en marfil (o modelado, pues, en la realización, el marfil se remojaba en un líquido que lo hacía más maleable) sobre un armazón de madera, y los detalles dorados eran de oro macizo.
Según Pausanias, Zeus aparecía sentado en un trono con el torso desnudo y el manto en torno a las piernas, llevaba la cabeza coronada de olivo y la mirada, dirigida hacia abajo le confería aspecto paternal. En la mano derecha sostenía una pequeña Niké también en oro y marfil y en la izquierda el cetro de oro rematado por un águila; el manto estaba adornado de lirios y las sandalias eran de oro, descansando los pies sobre un escabel decorado con una amazonomaquia en relieve. El trono era en sí mismo una obra de arte, hecho a base de marfil, ébano, oro y piedras preciosas; el respaldo, los brazos, los pies y los travesaños entre ellos iban labrados y decorados con relieves posteriormente copiados y reproducidos por separado, como en el caso de la escultura de Atenea Pártenos. Especial repercusión tuvo el relieve con la matanza de los hijos de Níobe, esculpido en el travesaño de las patas delanteras del trono. El suelo frente al trono era de baldosas de mármol negro rodeado de un rodapié de mármol blanco.
Al igual que había hecho en Atenas, para decorar el basamento de la estatua de Zeus, Fidias eligió el tema del nacimiento de una divinidad, en este caso Afrodita, y lo trata de nuevo como un acontecimiento de orden cósmico presenciado por dioses olímpicos y divinidades astrales. Pausanias dice que se veía a Afrodita, que emergía del mar y era acogida por Eros.
Las únicas reproducciones conocidas del Zeus de Olimpia proceden de las monedas romanas, más bien medallas conmemorativas, acuñadas en Elis en época de Adriano, en una de cuyas caras aparece Zeus entronizado y en la otra el detalle de la cabeza. Pese a la representación de perfil y al formato reducido, los aspectos esenciales coinciden con la descripción de Pausanias, de donde viene el interés especial de la reproducción de la cabeza con su noble porte y su peinado de rizos que cuelgan a ambos lados.
Según las fuentes literarias más fiables, el aspecto más deslumbrante del Zeus de Olimpia era el religioso, pues, como resume Quintiliano, Fidias había logrado añadir algo nuevo a la religión tradicional ya que, hasta entonces, cada cual había tenido una idea de Zeus hasta que Fidias fijó la idea de lo que este dios debiera ser.
Según Pausanias e inscripciones epigráficas, los denominados fedrintas se encargaban específicamente del cuidado de la estatua. Suele considerarse que los fedrintas eran «descendientes de Fidias», pero se discute si estos descendientes eran familiares del artista o si adquirían esta condición únicamente como un título honorífico.

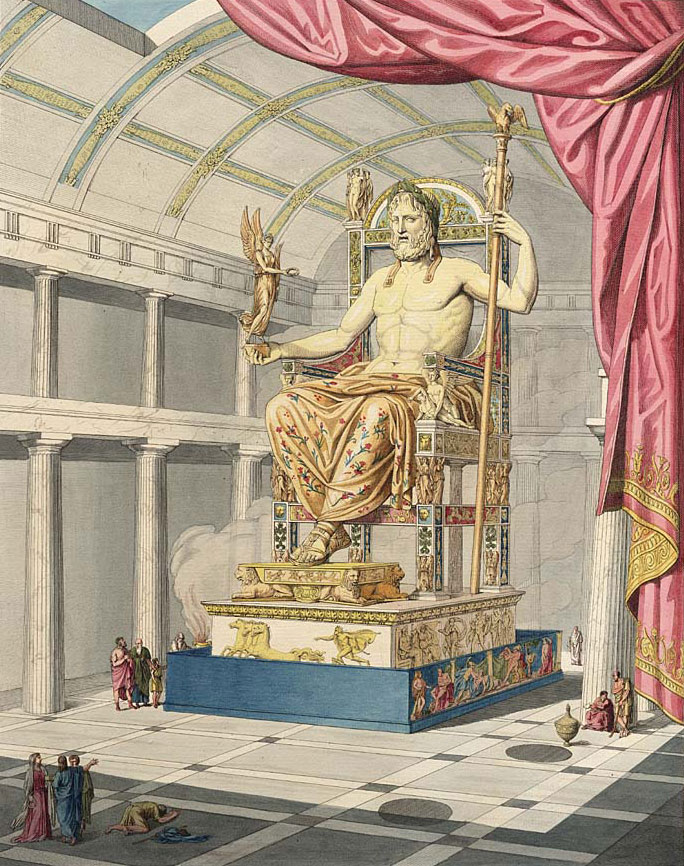
Grabado de la estatua de Zeus en Olimpia en la Biblioteca Nacional de Finlandia, fechado en 1640.

## Traslado y destrucción
Según el historiador romano Suetonio, el emperador Calígula ordenó trasladar la estatua de Zeus a Roma y que le cortaran la cabeza para poner una suya en su lugar. Cuando los soldados romanos enviados por Calígula iban a cumplir lo dispuesto escucharon la fortísima carcajada de Zeus, saliendo despavoridos del lugar sin cumplir la orden.
En el año 391 el emperador Teodosio I prohibió participar en el culto pagano y cerró todos los templos, por lo que el santuario de Olimpia cayó en desuso. Aunque algunos creen que la estatua pereció junto con el templo en un grave incendio en el año 425, según un pasaje de Cedreno, la famosa estatua habría sido trasladada a Constantinopla en tiempos de Teodosio II donde estuvo alojada en el palacio de Lauso, uno de los altos cargos de su corte. Se cree que allí fue destruida por un incendio junto con otras destacadas piezas antiguas.

## Importancia
Era considerado desafortunado por los griegos quien no había visto el santuario y las cosas que había en él. El Zeus de Olimpia fue la última obra del escultor griego Fidias, de quien también era la estatua de Atenea Partenos en la Acrópolis construida con la misma técnica. Representaba al jefe de los dioses con el ceño fruncido (supercilium). Porque con un levantamiento de la frente, según la antigua creencia, Zeus gobernaba el mundo; con el ceño fruncido hacía temblar el Olimpo. Incluso en la antigüedad, Fidias fue acusado de violar las reglas de la proporción correcta en su estatua, pues el Zeus sentado llegaba hasta el techo del templo, que habría destruido si se hubiera puesto de pie. Por otra parte, su contemplación debió de ser un acontecimiento emocionalmente excitante. A principios del siglo II a. C., el general romano Emilio Paulo se aterrorizó al ver la estatua y expresó la opinión de que solo Fidias había recreado al Zeus de Homero. Emilio Paulo se sintió tan conmovido por la impresión de realismo de la estatua que ordenó una ofrenda al dios similar a un sacrificio en el Templo Capitolino para Júpiter.
La estatua de Zeus aparece por primera vez a finales del siglo II a. C., por Antípatro de Sidón y por Filón de Bizancio en el canon de las Siete Maravillas del Mundo Antiguo. Filón incluso describe su efecto explícitamente, expresando que solo para esa imagen los dioses habían inventado el marfil; y mientras las otras maravillas solo eran admiradas, esta sería incluso adorada, pues como obra de arte sería increíble, pero como imagen de Zeus era sagrada. Como maravilla del mundo, la estatua se menciona hasta la Antigüedad tardía, y en algunos casos con especificaciones de tamaño cada vez más fantásticas. Si Higinio, con 60 pies o sea algo menos de 18 metros, sigue siendo una aproximación relativamente buena de la altura real que alcanzaba, la altura de la estatua según Ampelio sería de 150 codos o sea más de 66 metros, e incluso 170 codos o 75 metros es mencionado por un Anónimo como altura. En cambio, la altura de 100 pies o sea unos 30 metros en Vibio Sequester es una exageración más moderada. Incluso el estadista y erudito romano del siglo VI d. C. Casiodoro menciona favorablemente la estatua de elegancia suprema entre las siete maravillas del mundo.

## Taller de Fidias

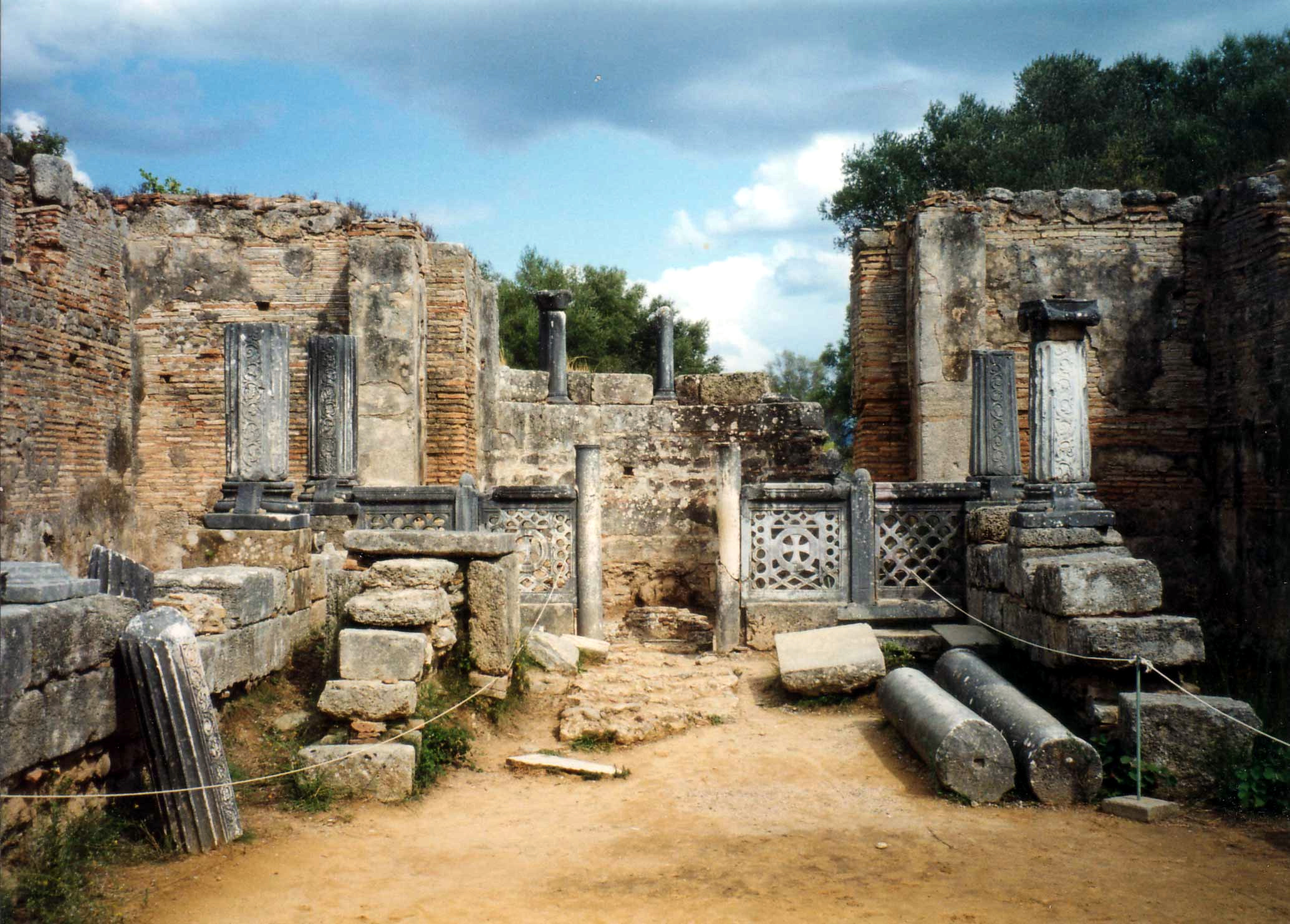
Restos de lo que se supone fue el taller de Fidias, cerca de Olimpia (Foto de 2005).

La fecha aproximada de la estatua (tercer cuarto del siglo V a. C.) fue confirmada por el redescubrimiento (1954-1958) del taller de Fidias, aproximadamente donde Pausanias dijo que se construyó la estatua de Zeus. Los hallazgos arqueológicos incluían herramientas para trabajar el oro y el marfil, virutas de marfil, piedras preciosas y moldes de terracota. La mayoría de estos últimos se utilizaron para crear placas de vidrio y para formar el manto de la estatua a partir de láminas de vidrio drapeadas y dobladas de forma natural y, luego, doradas. En el yacimiento se encontró una copa con la inscripción ΦΕΙΔΙΟΥ ΕΙΜΙ 'pertenezco a Fidias'.

## Posteridad e influencia
El abad Jean-Jacques Barthélemy en su obra Viaje del joven Anacarsis a Grecia (1843), escribe que el «Zeus de Olimpia» siempre servirá de modelo para artistas que querrán representar al Ser Supremo con dignidad.
Esta estatua inspiró a Daniel Chester French en su interpretación de Abraham Lincoln en el Monumento a Lincoln, y a Salvador Dalí en su pintura La Estatua de Zeus, en Olimpia pintada en 1954.